# 遠田誠治
遠田 誠治（えんだ せいじ、1964年5月11日 - ）は、北海道増毛郡増毛町出身の元プロ野球選手・現アマチュア野球指導者。

## 来歴・人物
北海高では、中距離ヒッターの遊撃手として主軸を打っていた。2年春の選抜にエース安田や同じ増毛中出身の河尻と共に出場、北海が久々に（11年ぶり、選抜は19年ぶり）甲子園に戻ってきたと話題になった。甲子園ではエース川相昌弘（巨人－中日）、3番横谷総一（阪神）、4番本間立彦（日本ハム）を擁する岡山南高と対戦し2－3で敗れている。
高校卒業後は、社会人野球の新日本製鐵室蘭に入団、2年目から頭角を現し、俊足の内野手として都市対抗野球などで活躍した。
1985年のドラフト会議で中日ドラゴンズから6位での指名を受けるも、会社に1年残留し、翌1986年のオフに入団した。
プロ入り後は、俊足を活かすために外野手に転向し、代走や守備固めが中心だったが、1989年には星野監督に見込まれ先発メンバーに名を連ねることもあった。しかし、若手選手の台頭や新外国人・移籍選手の入団により出番が激減し、1992年に現役を引退した。
プロ引退後は、1999年のOBオールスター戦で優秀選手賞を受賞している。
学生野球資格の回復により、2014年4月より札幌創成高の部長に就任。2016年4月より同校の監督に就任。2019年のドラフト会議で教え子の竹内龍臣（投手）が中日ドラゴンズから6位での指名を受けた（記述されているように遠田誠治も1985年のドラフト会議で竹内龍臣と同じ6位での指名を受けている）。
2022年の秋季大会をもって札幌創成高校の監督を退任し、翌2023年4月末に同校を退職した。同年5月、北海道岩見沢市の運送会社トッキュウが立ち上げる社会人野球のクラブチーム、トッキュウ・ブルーローズの監督に就任。

## 詳細情報

### 年度別打撃成績
| 年 度     | 球 団     | 試 合 | 打 席 | 打 数 | 得 点 | 安 打 | 二 塁 打 | 三 塁 打 | 本 塁 打 | 塁 打 | 打 点 | 盗 塁 | 盗 塁 死 | 犠 打 | 犠 飛 | 四 球 | 敬 遠 | 死 球 | 三 振 | 併 殺 打 | 打 率 | 出 塁 率 | 長 打 率 | O P S |
| --------- | --------- | ----- | ----- | ----- | ----- | ----- | -------- | -------- | -------- | ----- | ----- | ----- | -------- | ----- | ----- | ----- | ----- | ----- | ----- | -------- | ----- | -------- | -------- | ----- |
| 1988      | 中日      | 8     | 2     | 1     | 2     | 0     | 0        | 0        | 0        | 0     | 0     | 0     | 1        | 1     | 0     | 0     | 0     | 0     | 1     | 0        | .000  | .000     | .000     | .000  |
| 1989      | 中日      | 41    | 31    | 26    | 7     | 6     | 1        | 0        | 0        | 7     | 1     | 6     | 2        | 3     | 1     | 1     | 0     | 0     | 5     | 0        | .231  | .250     | .269     | .519  |
| 1990      | 中日      | 6     | 2     | 2     | 2     | 0     | 0        | 0        | 0        | 0     | 0     | 0     | 2        | 0     | 0     | 0     | 0     | 0     | 1     | 0        | .000  | .000     | .000     | .000  |
| 通算：3年 | 通算：3年 | 55    | 35    | 29    | 11    | 6     | 1        | 0        | 0        | 7     | 1     | 6     | 5        | 4     | 1     | 1     | 0     | 0     | 7     | 0        | .207  | .226     | .241     | .467  |

### 記録
- 初出場：1988年4月8日、対横浜大洋ホエールズ1回戦（ナゴヤ球場）、7回裏に大石友好の代走として出場
- 初盗塁：1989年6月30日、対横浜大洋ホエールズ11回戦（横浜スタジアム）、8回表に二盗（投手：岡本透、捕手：市川和正）
- 初安打：1989年7月1日、対横浜大洋ホエールズ12回戦（横浜スタジアム）、9回表に中山裕章から単打
- 初先発出場：1989年7月4日、対ヤクルトスワローズ11回戦（石川県立野球場）、2番・右翼手として先発出場
- 初打点：1989年8月31日、対横浜大洋ホエールズ23回戦（ナゴヤ球場）、8回裏に石井忠徳から決勝犠飛

### 背番号
- 36 （1987年 - 1992年）